# Aphanocephalus birmanus
Aphanocephalus birmanus là một loài bọ cánh cứng trong họ Discolomatidae. Loài này được Dodero miêu tả khoa học năm 1956.